# Jean Ier de Neufchâtel-Montaigu
Jean Ier de Neufchâtel (* probablement 1378/79 ; † avril 1433 en Terre Sainte) est l'un des plus importants militaires et diplomates bourguignons à l'époque des ducs Jean sans Peur et Philippe le Bon. Il est seigneur de Montaigu, Fontenoy-en-Vôge, Amance, Chemilly, Fondremand, Conflans-en-Bassigny, Liesle, Chissey, Buffard, Nanteuil-la-Fosse et Sommeville, etc., Grand Coupeur de France et Capitaine-Général du duché de Bourgogne et du comté libre de Bourgogne. En 1430, il devient membre fondateur de l'ordre de la Toison d'or (diplôme n° 24) - et près de deux ans plus tard, en raison d'une bataille perdue, il est le premier à être expulsé de l'ordre.

## Famille
Jean de Neufchâtel était le fils cadet de Thiébaut VI, seigneur de Neufchâtel († décembre 1401/janvier 1402) de la famille noble de Neufchâtel-en-Bourgogne, et de Marguerite de Bourgogne († probablement 1397) de la maison de Chalon. Il était le frère cadet de Thiébaut VII de Neufchâtel (X 1396) et de Humbert de Neufchâtel, évêque de Bâle († 1418). Son oncle paternel était le cardinal doyen Jean de Neufchâtel († 1398), du côté de sa mère c'était Jean de Bourgogne († 1373), dont l'héritage lui est échu après la mort de sa mère, y compris les baronnies de Montaigu, Amance et Fontenoy, les seigneuries de Fondremand et Port-sur-Saône, ainsi que Liesle, Chissey et Buffard dans la vallée de la Loue. En 1400, il reçoit de son père, entre autres, la seigneurie de Nancuise, qu'il échange avec son frère Thiébaut contre Chemilly l'année suivante. En 1418, il acquit les domaines de Conflans du cardinal Louis de Bar et les domaines de Nanteuil-la-Fosse et de Cumy de Bonne de Bar.
En décembre 1398, il épouse Jeanne de Ghistelles, dame d'Havrincourt († entre février 1423 et 1431, inhumée à l'abbaye Notre-Dame de Faverney), veuve de Jean de Chalon, seigneur de Châtelbelin (X 1396), et fille de Jean VI, seigneur de Ghistelles et capitaine général des Flandres, et Jeanne de Châtillon. Elle fait entrer dans le mariage la seigneurie de Saint-Lambert dans les Ardennes (Amance Saint Lambert) et la vicomté de Bligny, qu'elle a héritées de sa mère. Il y a eu des différends avec Louis II de Chalon, comte de Tonnerre, à propos de cette propriété, qui a commencé en 1401 et n'a été réglée qu'en 1421. Le mariage étant resté sans enfant, la propriété est revenue à sa famille après la mort de Jeanne.
Cependant, Jean de Neufchâtel a eu cinq enfants illégitimes, dont les deux aînés sont légitimés en 1424 par Henri VI comme prétendant au trône de France et d'Angleterre, :
- Thibaud, seigneur de Chemilly etc (* probablement 1396, † 1454), fils d'Isabelle de Villers ; ⚭ I Ameline de Bavans († après 1427), ⚭ II vers 1440 Catherine de Vergy († 1480) (Maison de Vergy) - descendants dans le Comté Libre de Bourgogne et Champagne
- Antoine († avant 1481), fils d'Isabeau de Buissy, seigneur de Sillery ; ⚭ Agnès de Françières († après 1488) - Descendance en Lorraine
- Jacques († 1476/82), seigneur de Sorans-les-Cordiers ; ⚭ Etiennette de Maissey († après 1482)
- Jean ⚭ 1445 Agnès de Houdelaincourt
- Isabelle († après 1499), fille de Billacte d'Amance ; ⚭ 1453 Henri Brabant de Chaumont († 1481).

## Biographie

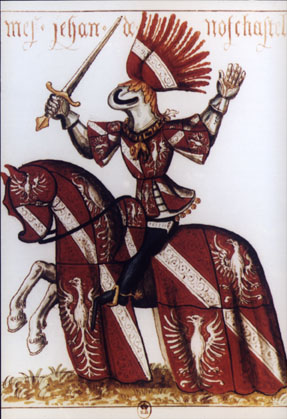
Jean Ier de Neufchâtel-Montaigu dans Le grand armorial équestre de la Toison d'or. Manuscrit BNF Arsenal 4790.

En 1395, Jean de Neufchâtel participe à la prestation de serment de son père comme administrateur de la Principauté-Evêché de Bâle pour son frère Humbert. En 1400, il était dans l'entourage du duc de Bourgogne, Philippe le Hardi. En 1403, il est nommé échanson du roi de France. En 1408, il est qualifié de chevalier, ayant joué un rôle majeur dans la victoire bourguignonne à la bataille d'Othée. En 1409 il participe au siège de Vellexon, de 1410 à 1412 il est capitaine général de Bourgogne (duché et comté libre). En 1411 et 1412, il combat la rébellion de Louis II de Chalon dans le Tonnerrois. En 1413, il commande les troupes bourguignonnes dans l'Artois, de juillet à septembre 1414 il mène la défense d'Arras contre les troupes du roi (→ paix d'Arras (1414)). La même année, il devient conseiller bourguignon, en octobre il est l'un des ambassadeurs dans les négociations avec les Autrichiens, les Wurtembergs et les Suisses, également en 1414 il est fait Gardien de la terre de Luxeuil par le roi de France (il est aussi un gardien des monastères de Faverney et de Calmoutier), l'année suivante il est au concile de Constance. En novembre 1415, le duc le nomma gouverneur du comté libre (il occupa ce poste jusqu'en 1419) ainsi que de Rosemont et de Belfort, et en décembre il fut envoyé à Lyon pour voir le roi allemand Sigismond. En 1416, il devient conseiller et chambellan du roi de France. En 1417, il assiège Nogent et conquiert Châlons-sur-Marne, dont il devient ensuite gouverneur. Après avoir défendu Rouen contre les Anglais, il est nommé grand majordome de France en 1418 (son neveu, Thiébaut VIII de Neufchâtel, est en même temps grand maître de France, de 1418 à 1422) et président de la Cour des comptes en 1419.
À la conclusion du traité de Pouilly-le-Fort (juillet 1419) il est de nouveau dans l'entourage du duc et en septembre il est le seul à survivre à l'attentat du pont de Montereau, il fait alors partie de ceux qui tuent le duchesse douairière à Troyes, a informé du crime le nouveau duc, à Gand, et sa femme, à Dijon. Ces derniers l'utilisèrent alors comme leur émissaire auprès du roi de France et du cardinal de Bar. En 1420, il participe aux négociations du traité de Troyes (mai) et du mariage de Catherine de France et d'Henri V d'Angleterre (juin). En 1423, il conquiert les places de Champagne détenues par La Hire (Étienne de Vignolles) pour le compte du roi, en 1424, il combat au siège de Nesle en juillet et en octobre contraint La Hire à se rendre à Vitry-le-François. Le duc de Bedford lui donna alors les domaines de Sommeville, Conflans et Vitry-la-Ville.
En janvier 1430, Jean de Neufchâtel devient membre de l'ordre de la Toison d'or, fondé à l'occasion du mariage du duc. Il négocie ensuite à Jonvelle et à Lure avec les émissaires du duc de Lorraine et du duc d'Autriche. En juin, il prend part à la campagne de Louis II de Chalon, prince d'Orange, dans le Dauphiné, qui aboutit à la défaite d'Anthon le 11 juin 1430, qui lui vaudra plus tard l'accusation de fuite par lâcheté. En 1431 il participe encore aux négociations avec les envoyés du duc d'Autriche à Montbéliard et ceux du duc de Lorraine et de Bar à Luxeuil (mais pas à la bataille de Bulgnéville en juillet - ici il est souvent cité avec Jean de Fribourg, comte de Neuchâtel - Jean de Fribourg, comte de Neuchâtel - méprise), mais tomba ensuite en disgrâce à cause des événements d'Anthon et fut finalement expulsé de l'ordre de la Toison d'or le 30 novembre 1431. Il tenta en vain d'annuler l'exclusion au Chapitre de l'Ordre en 1432.
Après cette défaite définitive, Jean de Neufchâtel entreprit un pèlerinage en Terre Sainte, au cours duquel il mourut en avril 1433. Il est inhumé à l'abbaye Notre-Dame de Faverney.

## Armoiries
| Blason | Blasonnement : Écartelé aux 1 et 4 de gueules à la bande d'argent (de Neufchâtel) et aux 2 et 3 de gueules à l'aigle d'argent (de Bourgogne). |